# Dennis Boutsikaris
Dennis Boutsikaris, né le 21 décembre 1952 à Newark, est un acteur américain.

## Biographie
Dennis Boutsikaris débute au théâtre et joue notamment Off-Broadway (New York), où il joue pour la première fois dans Tout est bien qui finit bien de William Shakespeare (1978, avec Mark Linn-Baker et Larry Pine). Là, suivent par exemple  Sight Unseen de Donald Margulies (1992, avec Laura Linney) et Jules César du même Shakespeare (2000, avec David McCallum dans le rôle-titre).
En 1992, dans la catégorie du meilleur second rôle, Sight Unseen lui permet de gagner un second Obie Award (il en avait déjà gagné un en 1985) et lui vaut en outre une nomination au Drama Desk Award.
Toujours à New York, il débute à Broadway dans Bent de Martin Sherman (1980, avec Michael York et Jeffrey DeMunn). Ultérieurement, il participe à Amadeus de Peter Shaffer (pièce représentée de 1980 à 1983), où le rôle de Wolfgang Amadeus Mozart créé par Tim Curry est repris au long de cette production par divers autres acteurs, dont Peter Firth, Mark Hamill et lui. Mentionnons également Brighton Beach Memoirs (en) de Neil Simon (2009, avec Santino Fontana et Jessica Hecht).
Au cinéma, son premier film est Le Droit de tuer de James Glickenhaus (1980, avec Christopher George et Samantha Eggar). Parmi ses films américains notables qui suivent, citons Miracle sur la 8e rue de Matthew Robbins (1987, avec Hume Cronyn et Jessica Tandy), Avec ou sans hommes d'Herbert Ross (1995), avec Whoopi Goldberg et Mary-Louise Parker), W. : L'Improbable Président d'Oliver Stone (2008, avec Josh Brolin dans le rôle-titre et Elizabeth Banks), ou encore Money Monster de Jodie Foster (2016, avec George Clooney et Julia Roberts).
À la télévision américaine, il contribue entre autres à des téléfilms depuis 1980, dont Paradis perdu de Richard Compton (1992, avec Barry Corbin et Geoffrey Blake) et Passé oublié de David Burton Morris (1997, avec Gail O'Grady et Tim Guinee).
Dennis Boutsikaris apparaît aussi à partir de 1981 dans de nombreuses séries, comme Equalizer (deux épisodes, 1987-1989), New York, police judiciaire (sept épisodes, 1990-2004), Urgences (quatre épisodes, 1998) et Better Call Saul (onze épisodes, 2015-2020).

## Théâtre (sélection)

### Broadway
- 1980 : Bent de Martin Sherman : Rudy (remplacement)
- 1980 : Filumena Marturano (en) (Filumena) d'Eduardo De Filippo, adaptation de Willis Hall et Keith Waterhouse, mise en scène de Laurence Olivier : Umberto
- 1980-1983 : Amadeus de Peter Shaffer, mise en scène de Peter Hall : Wolfgang Amadeus Mozart (remplacement, dates non spécifiées)
- 2009 : Brighton Beach Memoirs (en) de Neil Simon : Jack Jerome

### Off-Broadway
- 1978 : Tout est bien qui finit bien (All's Well That Ends Well) de William Shakespeare : Charles Dumain
- 1984 : Le Nid du tétras (The Nest of the Wood Grouse) de Viktor Sergueïevitch Rozov, adaptation de Susan Layton : Georgy
- 1986 : Cheapside de David Allen : Christopher Marlowe
- 1987-1988 : The Boys Next Door de Tom Griffin : Jack
- 1992 : Sight Unseen de Donald Margulies : Jonathan Waxman
- 1999 : That Championship Season de Jason Miller : Phil Romano
- 2000 : Jules César (Julius Caesar) de William Shakespeare : Caius Cassius
- 2005 : A Picasso de Jeffrey Hatcher : Pablo Picasso
- 2011 : The Other Place de Sharr White : Ian

## Filmographie

### Cinéma
- 1980 : Le Droit de tuer (The Exterminator) de James Glickenhaus : Frankie
- 1987 : Miracle sur la 8e rue (Batteries Not Included) de Matthew Robbins : Mason Baylor
- 1988 : Crocodile Dundee 2 (Crocodile Dundee II) de John Cromwell : Bob Tanner
- 1989 : Une journée de fous (The Dream Team) d'Howard Zieff : Dr Weitzman
- 1991 : Talent for the Game de Robert Milton Young
- 1995 : Avec ou sans hommes (Boys on the Side) d'Herbert Ross : Massarelli
- 1996 : Surviving Picasso de James Ivory : Kootz
- 1999 : Prémonitions (In Dreams) de Neil Jordan : Dr Stevens
- 2007 : Charlie Banks (The Education of Charlie Banks) de Fred Durst : M. Banks
- 2008 : W. : L'Improbable Président (W) d'Oliver Stone : Paul Wolfowitz
- 2010 : My Soul to Take de Wes Craven : le principal Pratt
- 2012 : Jason Bourne : L'Héritage (The Bourne Legacy) de Tony Gilroy : Terrence Ward
- 2015 : Free Love (Freeheld) de Peter Sollett : Pat Gerrity
- 2016 : Money Monster de Jodie Foster : Avery Goodloe
- 2021 : Violet de Justine Bateman : Tom Gaines

### Télévision

#### Séries
- 1987-1989 : Equalizer (The Equalizer)
  - Saison 3, épisode 4 La Haute Finance (In the Money, 1987) d'Aaron Lipstadt : C. R. Heaton
  - Saison 4, épisode 16 Passé, présent, avenir (Time Present, Time Passed, 1989) de Gordon Hessler : Yorgi Kostov
- 1990 : Matlock, saison 4, épisode 15Matlock à la fac (The Student) de Burt Brinckerhoff : le professeur John Gallagher
- 1990-2004 : New York, police judiciaire (Law and Order)
  - Saison 1, épisode 4 Tombent les filles (Kiss the Girls and Make Them Die, 1990) : l'avocat de la défense Richard « Dick » Berkley
  - Saison 3, épisode 4 La vie ne tient qu'à un fil (The Corporate Veil, 1992) de Don Scardino : l'avocat de la défense Richard « Dick » Berkley
  - Saison 7, épisode 3 Amour impossible (Good Girl, 1996) : l'avocat de la défense Al Archer
  - Saison 8, épisode 13 Violence télévisuelle (Castoff, 1998) : l'avocat de la défense Neil Pressman
  - Saison 11, épisode 8 Hors jeu (Thin Ice, 2000) : l'avocat de la défense Al Archer
  - Saison 12, épisode 10 Au bout de la chaîne (Prejudice, 2001) : l'avocat de la défense Al Archer
  - Saison 14, épisode 17 Les Mains libres (Hands Free) : l'avocat de la défense Al Archer
- 1991 : Les Sœurs Reed (Sisters), saison 2, épisode 5 Réapprendre à vivre (A Kiss Is Still a Kiss) : David Joseph Levitsky
- 1991 : Gabriel Bird : Profession enquêteur (Pros and Cons), saison 2, épisode 11 Ho! Ho! Hold Up! de Jerry Thorpe : Robert Wills
- 1994 : Arabesque (Murder, She Wrote), saison 10, épisode 15 Meurtre sur la terrasse (Murder on the Thirtieth Floor) de Walter Grauman : Dr Jerry Santana
- 1997 : Le Dernier Parrain (The Last Don), mini-série de Graeme Clifford, 2e et 3e parties : « Skippy » Deere
- 1998 : Diagnostic : Meurtre (Diagnosis Murder), saison 5, épisode 24 et 25 Obsession, Parts I & II : Neil Burnside
- 1998 : Urgences (ER)
  - Saison 4, épisode 11 Mains froides, cœur chaud (Think Warm Thoughts) de Charles Haid et épisode 12 Le Mal par le mal (Sharp Relief) : Dr David Kotlowitz
  - Saison 5, épisode 7 Confusion (Hazed and Confused) de Jonathan Kaplan et épisode 9 Bonne chance, Ruth Johnson (Good Luck, Ruth Johnson) de Rod Holcomb : Dr David Kotlowitz
- 1999-2014 : New York, unité spéciale (Law and Order: Special Victims Unit)
  - Saison 1, épisode 2 Adieu la vie (A Single Life, 1999) de Lesli Linka Glatter : Dr Mark Daniels
  - Saison 11, épisode 12 Perdre la face (Shadow, 2010) : Nate Hartman
  - Saison 16, épisode 3 Triste Célébrité (Producer's Backend, 2014) : Jim Durant
- 2000 : Les Anges du bonheur (Touched by an Angel), saison 6, épisode 18 De père en fils (Bar Mitzvah) de Jeff Kanew : le professeur Alan Burger
- 2000 : X-Files : Aux frontières du réel (The X-Files), saison 7, épisode 18 Nicotine (Brand X) de Kim Manners : Dr Peter Voss
- 2001 : Le Fugitif (The Fugitive), saison unique, épisode 21 Le Crépuscule des dieux (Götterdämmerung) de Winrich Kolbe et épisode 22 La mort rôde (Thanatos) de R. W. Goodwin : l'agent Gagomiros
- 2001-2002 : Tribunal central (100 Centre Street), saisons 1 et 2, 9 épisodes : Gil Byrnes
- 2002 : The Practice : Donnell et Associés (The Practice), Saison 6, épisode 14 L'Affaire du juge (Judge Knot) de Dennie Gordon : le procureur adjoint Greg Mitchell
- 2002 : New York 911 (Third Watch), saison 3, épisode 8 Le Secouriste (Sex, Lies & Videotape) et épisode 14 Superhéros, 2e partie (Superheroes, Part II) : Ray Henry
- 2002 : Monk, saison 1, épisode 6 Monk est en observation (Monk Goes to the Asylum) de Nick Marck : Dr Morris Lancaster
- 2003 : Sept à la maison (7th Heaven), saison 8, épisode 10 Premier Jour aux urgences (The One Thing) : Dr Norton
- 2004 : Dragnet, saison 2, épisode 7 Crimes et Châtiments (Frame of Mind) : LaPlatt
- 2005 : Las Vegas, saison 3, épisode 11 Une carte à jouer (Down and Dirty) de Robert Duncan McNeill : Lance Marshall
- 2005-2006 : Related, saison unique, épisode 2 Hang in There, Baby (2005), épisode 3 Cry Me a Sister (2005), épisode 4 Hello Deli (2005) et épisode 13 Not Without My Daughter (2006) de Martha Coolidge : le professeur Kasnov
- 2006 : Esprits criminels (Criminal Minds), saison 1, épisode 17 Coupables victimes (A Real Rain) : Lance Wagner
- 2006-2007 : Close to Home : Juste Cause (Close to Home)
  - Saison 1, épisode 21 Dans la cour des grands (David and Goliath, 2006) : Paul Ramont
  - Saison 2, épisode 16 L'Envers du décor (Internet Bride, 2007) : Paul Ramont
- 2006-2007 : Six Degrees, saison unique, épisode pilote Rencontres fortuites (Six Degrees, 2006), épisode 2 La Deuxième Chance (What Are the Odds?, 2006), épisode 7 Des flèches et des piques (Slings and Arrows, 2007) et épisode 10 Ray est de retour (Ray's Back, 2007) : Leonard Ralston
- 2007 : Les Experts (CSI: Crime Scene Investigation), saison 7, épisode 22 Y'a pas de lézard (Leapin' Lizards) : Dr Sidney Buckman
- 2008 : Shark, saison 2, épisode 14 Entre le bien et le mal (Leaving Las Vegas) : le procureur de district Lester Rivers
- 2009 : New York, section criminelle (Law and Order: Criminal Intent), saison 8, épisode 4 Thérapie de groupe (In Treatment) de Jean de Segonzac : Dr Ernst
- 2009 : Kings, saison unique, épisode 1 David contre Goliath (Goliath, Part I) et épisode 8 L'Anniversaire du roi (The Sabbath Queen) : le ministre Fawks
- 2010 : Médium (Medium), saison 6, épisode 13 Mascarades (Psy) : Dr Anthony Woodel
- 2010 : Grey's Anatomy, saison 6, épisode 17 L'Art et la Manière (Pushh) de Chandra Wilson : Don Taylor
- 2010 : Dr House (House, M.D.), saison 6, épisode 16 La Symbolique des rêves (Black Hole) de Greg Yaitanes : Artie
- 2011-2012 : Shameless
  - Saison 1, épisode 6 Carl la menace (Killer Carl, 2011) de John Dahl et épisode 8 Sobriété (It's Time to Kill the Turtle, 2011) de Scott Frank : le professeur Hearst
  - Saison 2, épisode 1 Voilà l'été (Summertime, 2012) de Mark Mylod, épisode 3 Bourreau du cœur (I'll Light a Candle for You Every Day, 2012) de Craig Zisk et épisode 9 Hurricane Monica (Monicataclysme, 2012) d'Alex Graves : le professeur Hearst
- 2011-2012 : The Good Wife
  - Saison 2, épisode 15 Balle masquée (Silver Bullet, 2011) : Tommy Segara
  - Saison 3, épisode 20 Tout le monde ment (Pants on Fire) de Roxann Dawson : Tommy Segara
- 2012 : Blue Bloods, saison 2, épisode 21 Fight Club (Collateral Damage) : Jack Quayle
- 2013 : Mentalist (The Mentalist), saison 5, épisode 11 Sous influence (Days of Wine and Roses) d'Eric Laneuville : Dr Michael Rubin
- 2013 : Elementary, saison 1, épisode 17 Savant fou (Possibility Two) : Gerald Lydon
- 2013 : Body of Proof, saison 3, épisode 9 L'Illusionniste (Disappearing Act) : John Anderson
- 2013 : Person of Interest, saison 2, épisode 20 24 h à vivre (In Extremis) de Chris Fisher : Dr Richard Nelson
- 2014 : State of Affairs, saison unique, épisode pilote Classé top secret (State of Affairs) de Joe Carnahan : le directeur de la CIA Skinner
- 2015 : Madam Secretary, saison 1, épisode 18 Le Jugement dernier (The Time is at Hand) d'Anna Foerster : Gary Coomer
- 2015-2020 : Better Call Saul, saisons 1, 2 et 5, 11 épisodes : Rick Schweikart
- 2016 : Rectify, saison 4, épisode 2 Yolk : Bernie
- 2016-2018 : Billions
  - Saison 1, épisode 2 Les Droits de parrainage (Naming Rights, 2016) de Neil Burger et épisode 4 Liquidation forcée (Short Squeeze, 2016) de James Foley : Kenneth Malverne
  - Saison 2, épisode 5 Le Naira (Currency, 2017) : Kenneth Malverne
  - Saison 3, épisode 1 En cas d'égalité, c'est le coureur qui a le point (Tie Goes to the Runner, 2018) : Kenneth Malverne
- 2017 : Quantico, saison 2, épisode 17 Le Vote de la discorde (Odyoke), épisode 18 Verdict dévastateur (Kumonk), épisode 19 Dans la gueule du loup (Mhorder), épisode 20 Coup d'État (GlobalReach), épisode 21 Fusion (Rainbow) et épisode 22 Résistance (Resistance) : Henry Roarke
- 2017-2018 : Salvation, saisons 1 et 2, 11 épisodes : Dr Malcolm Croft
- 2018 : MacGyver, saison 3, épisode 3 Retour à la fac (Bozer + Booze + Back to School) : Elliot Lambeau
- 2019 : FBI, saison 1, épisode 12 Un nouveau jour (A New Dawn) : le président Edgar Whitman
- 2019 : Blindspot, saison 4, épisode 21 Virus détecté (Masters of War 1:5 - 8) d'Amanda Tapping et épisode 22 L'équipe s'enflamme (The Gang Gets Gone) : Lucas Nash
- 2020 : Prodigal Son, saison 1, épisode 13 Wait & Hope : William Voight
- 2020 : Bull, saison 4, épisode 14 Quid Pro Quo : le juge Thornton
- 2020 : Blacklist, saison 7, épisode 15 Gordon Kemp : le juge Leonard Borns
- 2023 : Mayfair Witches : Albrecht

#### Téléfilms
- 1986 : Liberty de Richard C. Sarafian : Joseph Pulitzer
- 1988 : Police des polices (Internal Affairs) de Michael Tuchner : Jerry Renfrew
- 1989 : Big Time de Jan Egleson : Michael
- 1989 : Bahamas connection (Thunderbout Row) de Thomas J. Wright : Tom Rampy
- 1992 : Paradis perdu (The Keys) de Richard Compton : Leeson
- 1993 : La Vérité à tout prix (The Shannon Mohr Story) de John Cosgrove : Jack Mandel
- 1994 : La Vie malgré tout (And Then There Was One) de David Hugh Jones : Vinnie Ventola
- 1994 : La Victoire d'une mère (The Yarn Princess) de Tom McLoughlin : Steven Hoffman
- 1994 : Tonya & Nancy: The Inside Story de Larry Shaw : le scénariste
- 1994 : Délit d'amour (Beyond Betrayal) de Carl Schenkel : Sam
- 1995 : Love and Betrayal: The Mia Farrow Story de Karen Arthur : Woody Allen
- 1996 : Détournement du bus CX-17 (Sudden Terror: The Hijacking of School Bus 17) de Paul Schrader : Frank Caldwell
- 1997 : Dans l'enfer du froid (Survival on the Mountain) de John Tiffin Patterson : Joe Hoffman
- 1997 : Passé oublié (The Three Lives of Karen) de David Burton Morris : Paul
- 2000 : L'Amour en question (Custody of the Heart) de David Hugh Jones : Nick Brody

## Distinctions (théâtre)
- Deux Obie Awards gagnés :
  - En 1985, pour Le Nid du tétras ;
  - Et en 1992, pour Sight Unseen.
- 1992 : Nomination au Drama Desk Award (catégorie meilleur second rôle dans une pièce), pour Sight Unseen.